# Stamnodes lampra
Stamnodes lampra är en fjärilsart som beskrevs av Frederick H. Rindge 1958. Stamnodes lampra ingår i släktet Stamnodes och familjen mätare. Inga underarter finns listade i Catalogue of Life.